# Culduie
Culduie (Schots-Gaelisch: Cùil Duibh) is een dorp ten zuiden van Applecross in de Schotse lieutenancy Ross and Cromarty in het raadsgebied Highland.
Het boek "Zijn bloedige plan" van Graeme Macrae Burnet speelt zich af in Culduie.